# Hugo Sotelo
Hugo Sotelo Gómez (nascut el 19 de desembre de 2003) és un futbolista professional gallec que juga com a migcampista central al Celta.

## Carrera
Producte juvenil del Celta de Vigo, Sotelo va ser convocat per primer cop a l'equip sènior a principis de maig de 2021 a causa d'una sèrie de lesions al primer equip. Va fer el seu debut com a professional amb el Celta de Vigo en una victòria per 2-1 a la Lliga contra el FC Barcelona el 16 de maig de 2021.